# Fourvière

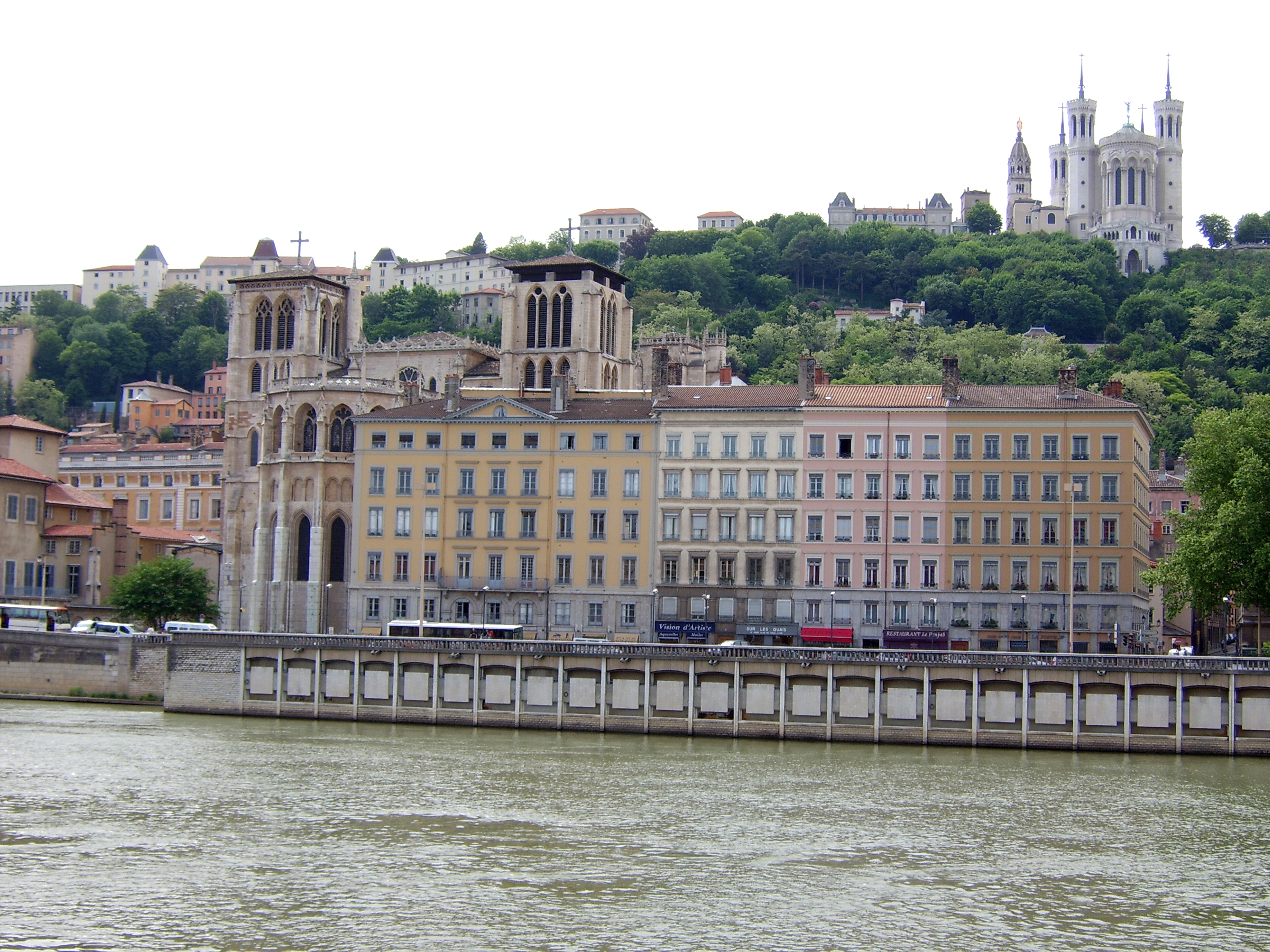
La colina de la Fourvière vista desde los muelles del Saona.

Fourvière es una colina situada al oeste de la ciudad francesa de Lyon desde la que se domina toda la ciudad. 
Apodada la "montaña mística" por Jules Michelet, este es el lugar más antiguo de ocupación en Lyon y donde estuvo la ciudad romana de Lugdunum.
En su ladera junto al Río Saona se encuentra el barrio del Vieux Lyon y en su cima la Basílica Notre-Dame de Fourvière, ambos nombrados por la Unesco como Patrimonio de la Humanidad.

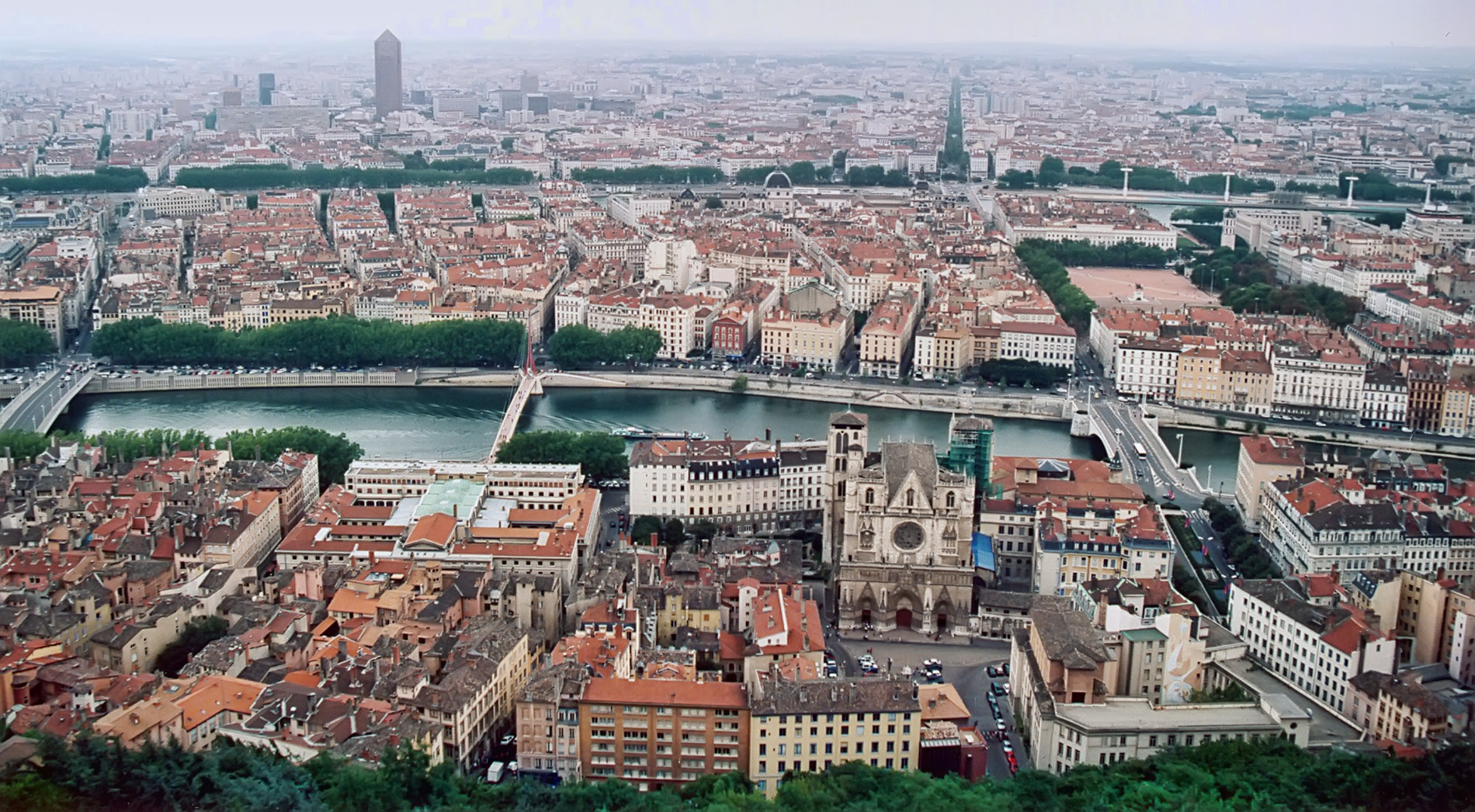
Vista de Lyon desde la Fourvière.

## Localización
De norte a sur, el Río Saona y el Río Ródano recorren las estribaciones del Macizo Central. La colina de Fourvière es una alineación que domina el Río Saona desde Vaise hasta la confluencia. Con una elevación de hasta 120 metros, alcanza los 318 metros en su punto más alto, el fuerte de Sainte-Foy (287 metros de la escalinata en la basílica). Incluye, de norte a sur, los distritos de
Saint-Irénée, Loyasse, Fourvière, Saint-Just, y continúa hacia el sur con la localidad de Sainte-Foy-lès-Lyon.
El Río Saona encierra el medieval y renacentista Vieux Lyon (Viejo Lyon en español). 
Desde la cima de la colina hay una hermosa vista a los jardines del Rosario y el Vieux Lyon; más allá del Río Saona, la Presqu'île; y más allá del Ródano todos los barrios de la ciudad incluyendo Brotteaux, Lyon Part-Dieu, La Guillotière, Gerland y Montplaisir en particular. Seguido al centro de Lyon, podemos ver su periferia, desde las llanuras de Dauphine hasta Bugey, la Chartreuse, y los Alpes.
Esta posición geográfica tiene su lado negativo: el acceso a Fourvière desde el Vieux Lyon solamente se puede realizar a través de pocas vías muy empinadas (subida de Saint-Barthélémy, subida del Chemin Neuf, subida de Choulans, subida de Épies. La subida de Gourguillon es la más antigua. También se tiene acceso a la colina por las escaleras y paseos que ofrecen unas magníficas vistas de la ciudad (la subida de Chazeaux con vistas a Saint-Jean y la Catedral de Saint-Jean, la subida de Garillan y la subida de Change).
Podemos acceder a Fourvière a través de las estaciones de funicular de Fourvière, Minimes y Saint-Just.

## Historia
Los romanos fundaron la ciudad de Lugdunum en la cima de la colina. La parte frontal de la basílica es el lugar donde se encontraba el antiguo foro de Ciudad de Foro Vetus, que dio nombre al distrito de Fourvière. Parte de este foro se derrumbó en el siglo IX a causa de un gran deslizamiento de tierra. La basílica actual se construyó sobre el antiguo foro que fue el corazón de la ciudad romana.
La Madre María Santa Teresa (nacida en Lyon en 1798 con el nombre de María Claudina Motte y fallecida en 1869, célebre por su misión en la India) hizo el noviciado en Fourvière, en la Congregación de Jesús-María, recientemente fundada.
Se presenciaron otros acontecimientos entre los que destaca el de la calle Tramassac, en el que murieron casi 40 personas en 1930 a causa de una infiltración de agua. De hecho, una mito popular habla de la existencia de un lago subterráneo en la colina.

## Vidrieras
El voto de los concejales permitió dotar a la antigua capilla de una vidriera que fue encargada por Bossan y realizada por Lucien Bégule en 1882. Las vidrieras de la Iglesia superior fueron encargadas a otro vidriero por Sainte-Marie Perrin, sucesor de Bossan. En la cripta, las cinco vidrieras fueron realizadas por Lucien Bégule en 1885.

## Curiosidades
La "colline qui prie " (colina que reza -en español) es conocida por su patrimonio arqueológico y religioso: 
- El emplazamiento arqueológico del antiguo teatro, el Odeón, y el pseudo templo de Cibeles.
- Próximo a este emplazamiento arqueológico se encuentra el museo de la civilización galo-romana.
- Los mausoleos romanos de Lyon (tumba de Turbio), los pilares del acueducto de Gier, las termas de la calle Farges y la fuente de Cibeles.

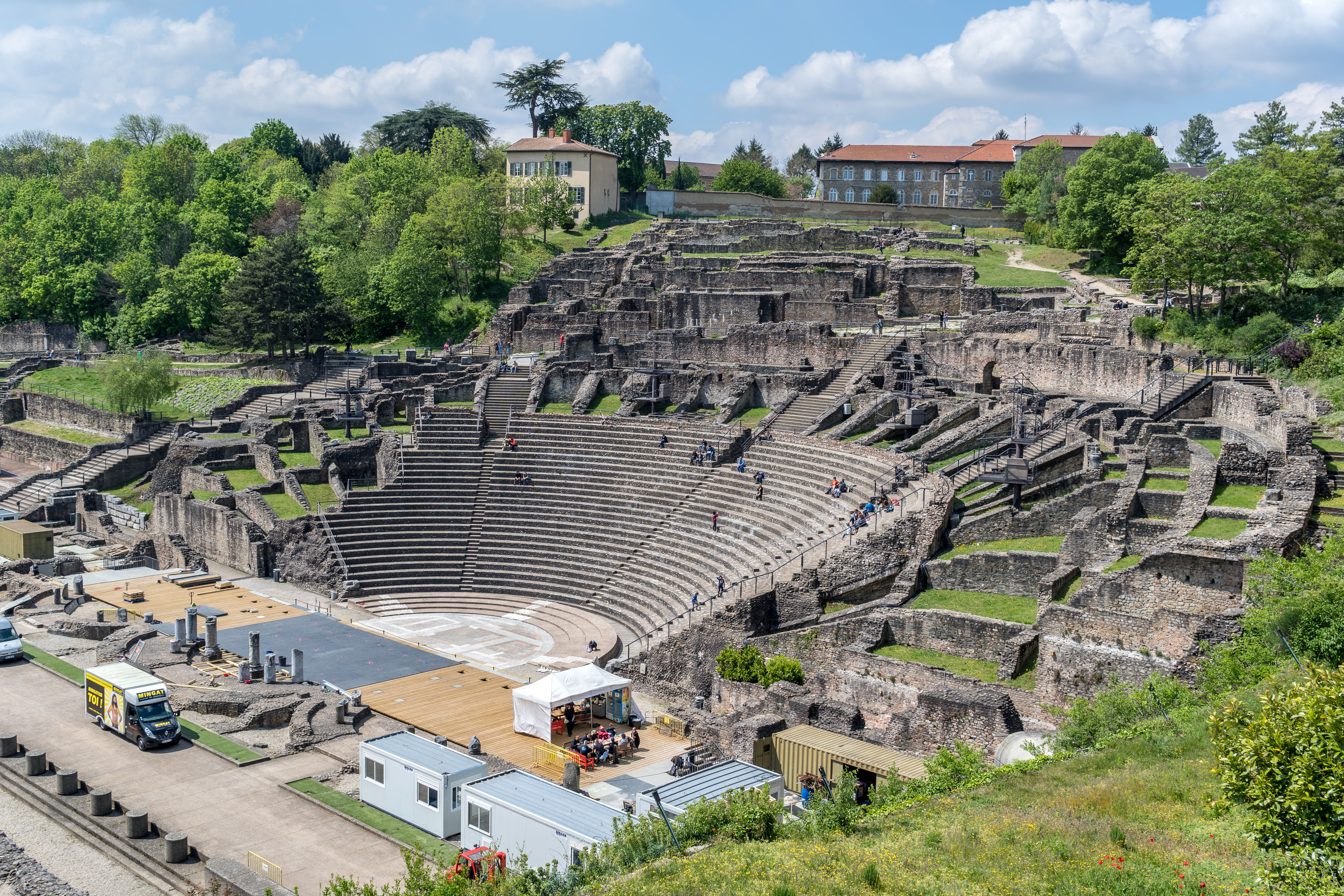
El Odeón o Teatro antiguo de Fourvière del fue conocido como Anfiteatro de las Galias.

- La Basílica Notre-Dame de Fourvière, construida en el siglo XIX por Pierre Bossan, visible desde toda la aglomeración de Lyon y símbolo de representación de la ciudad.
- La Capilla de Saint-Thomas (siglo XVIII), que sostiene a un lado de su cúspide a la Virgen de Oro con un tamaño de 5,60 metros y alberga en su interior de estilo neorrománico una Virgen negra milagrosa del siglo XVI.
- El Museo de Arte Sagrado de Fourvière que es la sede del arzobispado.
- La Tour métallique (torre de telecomunicaciones réplica de la Torre Eiffel), que es iluminada cada noche.
- El Antiguo seminario de Saint-Just (ahora convertido en una escuela de educación secundaria pública).
- La Iglesia de Saint-Just del siglo XVI.
- La Iglesia de Saint-Irénée, una de las más antiguas de Francia (cripta de la época carolingia).
- Los jardines del Rosario situados al pie de la basílica ofrecen magníficas vistas de la ciudad y se unen al casco antiguo de la ciudad a través de la subida de Chazeaux.
- El parque de las alturas con el puente de los Cuatro Vientos.[7]
- La subida de Gourguillon conecta Saint-Just con Saint-Jean. Esta es una de las calles más antiguas de Lyon caracterizada por sus adoquines y sus casas medievales del siglo XV, cuyas ventanas están decoradas con seres fantásticos y grotescos. Casas de madera, muy raras en Lyon, son visibles en el callejón Turquet, una calle perpendicular a Gourguillon. Este callejón se llamaba "Beauregard" en la Edad Media debido a la vista que ofrece de Lyon.

## Túneles
La colina es atravesada por cuatro túneles:
- El túnel ferroviario de Saint-Irénée (2.109 metros), entre la Estación de Lyon-Vaise y la Estación de Lyon-Perrache por la trayectoria de París - Lyon a la Estación de Marsella-San Carlos.
- El túnel ferroviario Loyasse entre las estaciones de Lyon-Saint-Paul y Gorge-de-Loup, por la trayectoria de Lyon-Saint-Paul a Montbrison.
- El túnel de Fourvière en la autopista A6 de Perrache a Tassin.
- El túnel de la línea de metro D, de Saint-Jean a Vaise

Dos redes ferroviarias que parten de la estación de Vieux Lyon, Cathédrale Saint-Jean:
- El funicular F1 Saint-Jean - Minimes - Saint-Just, con una parada intermedia en el antiguo teatro y museo galo-romano.
- El funicular F2 Saint Jean - Fourvière, también conocido como la ficelle, que llega a la plaza de la Basílica.

Había otra "ficelle" que iba desde Saint-Paul hasta Fourvière, pero fue abandonada.